# Hannes Herrmann
Hannes Herrmann (23 de junio de 1989) es un deportista alemán que compitió en ciclismo en la modalidad de trials, ganador de una medalla de plata en el Campeonato Europeo de Ciclismo de Montaña de 2012.

## Palmarés internacional
| Campeonato Europeo | Campeonato Europeo  | Campeonato Europeo | Campeonato Europeo |
| Año                | Lugar               | Medalla            | Competición        |
| ------------------ | ------------------- | ------------------ | ------------------ |
| 2012               | Weilrod ( Alemania) | Medalla de plata   | Trials 26″         |